# Aeropuerto Internacional de Mosul
El Aeropuerto Internacional de Mosul (IATA: OSM, OACI: ORBM) es un aeropuerto de una sola pista de hormigón situado junto a la ciudad norteña de Mosul, al oeste del río Tigris en Irak. Fue construido originalmente en la década de 1920 como una base militar del Reino Unido, y no fue hasta 1992 cuando se convirtió en un aeropuerto civil tras la remodelación y construcción de una nueva terminal, aunque fue cerrado un año después por Estados Unidos al restringir la zona de vuelo en Mosul. Tras sufrir reformas importantes para poder alcanzar las normas internacionales y de la categoría 1, se volvió a abrir como un aeropuerto civil el 2 de diciembre de 2007. La compañía que opera a nivel nacional es Iraqi Airways. Actualmente está controlado por el Ejército de los Estados Unidos.